# NGC 2559
NGC 2559 je galaksija u zviježđu Krmi.

## Vanjske poveznice
- SEDS: NGC 2559